# 예뻐서
《예뻐서》는 대한민국 남자 가수 유승우의 세 번째 디지털 싱글 앨범이다. 타이틀 곡은 〈예뻐서 (You`re beautiful)〉이며 긱스의 루이가 피처링하였다. 2015년 7월 29일 로엔 엔터테인먼트에서 발매되었다. 스타쉽 엔터테인먼트와 전속계약 후 첫 앨범이다.

## 수록곡
| # | 곡명                                           | 작사               | 작곡   | 편곡   |
| - | ---------------------------------------------- | ------------------ | ------ | ------ |
| 1 | 예뻐서 (Feat. 루이 Of 긱스) (You`re beautiful) | 김이나, 루이(긱스) | 김도훈 | 박수종 |
| 2 | 그 밤사이 (Sleepless Night)                    | 달총, 유승우       | 구름이 | 구름이 |